# Kahōʻāliʻi
Kahōʻāliʻi [Kahoalii] muški je bog u havajskoj mitologiji ponekad povezan s podzemljem.
Tijekom nekih ceremonija, Kahōʻāliʻija bi utjelovio muškarac. Za takve bi prigode bio odabran muškarac tamnije kože koji bi se skinuo te bi pojeo oči ribe i jedne ljudske žrtve.
Kad bi hram (heiau) za žrtvovanja ljudi bio podignut, Kahōʻāliʻija bi također utjelovio goli muškarac.
Netom prije ceremonije obrezivanja (superincizija) sinova plemića, noć bi bila posvećena ovom bogu. Svatko tko bi tu noć izišao iz svoje kuće, mogao je biti žrtvovan.
Hram u Kawaipapi bio je posvećen Kahōʻāliʻiju.